# Ewa Rynarzewska
dr hab. Ewa Rynarzewska – polska koreanistka, znawczyni literatury koreańskiej, wykładowca Uniwersytetu Warszawskiego (Wydział Orientalistyczny).

## Publikacje
- Lee Kang-baek. Dramaty, Oficyna Literatów i Dziennikarzy POD WIATR, Warszawa 1998 (144 stron)
- „Teatr koreański”, “Dialog” 5-6/1996 (ss.244-247)
- „Przesiąknięci samotnością i strachem”, „Dialog” 1/1997 (ss.107-115)
- „Seoul wraca do tradycji”, „Dialog” 5/1998 (ss.166-170)
- „Powrót do tradycji we współczesnym teatrze koreańskim”, „Dialog” 8-9/2002 (ss.184-188)
- „Korea mityczna Ch’oe In-huna”, „Dialog” 8-9/2002 (ss.194-196)
- Mit we współczesnym dramacie koreańskim. Twórczość Ch’oe In-huna, Wydawnictwo Akademickie DIALOG, Warszawa 2004 (158 stron)
- O T’ae-sŏk. Dramaty. Teatr O T’ae-sŏka, Oficyna Literatów i Dziennikarzy POD WIATR, Warszawa 2004 (350 stron)
- „Literatura koreańska. Średniowiecze”, Historia literatury światowej II, Wydawnictwo SMS, Bochnia 2004 (ss.195-224)
- „Literatura koreańska. Renesans”, Historia literatury światowej III/4, Wydawnictwo SMS, Bochnia 2004 (ss.439-459)
- „Literatura koreańska. Barok”, Historia literatury światowej IV, Wydawnictwo SMS, Bochnia 2005 (ss.314-332)
- „Literatura koreańska. Oświecenie”, Historia literatury światowej V, Wydawnictwo SMS, Bochnia 2005 (ss.342-357)
- „Literatura koreańska”, Encyklopedia literatury światowej, Wydawnictwo Zielona Sowa, Kraków 2005 (ss.167-172)
- „Literatura koreańska. Romantyzm”, Historia literatury światowej VI, Wydawnictwo SMS, Bochnia 2006 (ss. 315-326)
- „Literatura koreańska. Pozytywizm - Realizm - Naturalizm”, Historia literatury światowej VII, Wydawnictwo SMS, Bochnia 2006 (ss. 320-335)
- „Yi Sang - w kręgu awangardy koreańskiej”, "Przegląd Orientalistyczny", 3-4/2006 (s. 212-218)
- „Literatura koreańska. Modernizm”, Historia literatury światowej VIII, Wydawnictwo SMS, Bochnia 2007 (ss. 299-319)
- „Śladem Zachodu – własnymi ścieżkami”, „Teatr”, 3/2007 (s.43-49)
- „Udręczona dusza koreańska. Nurt tragicznego niespełnienia han”, „Azja-Pacyfik”, tom X, 2007 (s.154-182)
- „Teaching Korean Literature at the Korean Department in Warsaw – changes and perspectives”, Korean Culture in Europe: Achievements and Prospects, Korea Literature Translation Institute, Seoul 2007 (s.556-562)
- „Korea tańczy i śpiewa”, „Teatr”, 2/2008 (s.59-62)
- „Kim Kwang-nim: człowiek i kukiełka to jedno”, „Dialog”, 4/2008 (s.191-193)
- „Literatura koreańska. Wiek dwudziesty”, Historia literatury światowej IX, Wydawnictwo SMS, Bochnia-Kraków 2008 (s.247-269)
- „Kim U-jin – prekursor ekspresjonizmu koreańskiego”, „Przegląd Orientalistyczny”, 3-4/2008 (s. 182-205)
- „The Role of Shinmyǒng in Traditional Korean Culture” [w]: Codes and Rituals of Emotions in Asian and African Cultures, (ed. by Nina Pawlak), Dom     Wydawniczy ELIPSA, Warszawa 2009 (s. 205-228)
- „Cho Kyǒng-nan – liczy się estetyka” [w]: Jo Kyung-ran, Smak języka, Wydawnictwo Łyński Kamień, Warszawa 2009 (s. 251-262)
- „Tradycyjny     taniec koreański salp’uri jako artystyczny wyraz tragicznego niespełnienia han” [w]: Świat Orientu – Orient w świecie, red. A. Bareja-Starzyńska, P. Balcerowicz, J. Rogala, Wydawnictwa Uniwersytetu Warszawskiego, Warszawa 2010 (s. 207-217)
- „Recepcja     twórczości Shakespeare’a w Korei – Romeo i Julia w reżyserii O T’ae-sǒka, „Przegląd Orientalistyczny” 3-4 / 2010 (s. 155-176)
- „Rola Hong Hae-sǒnga w narodzinach współczesnej reżyserii koreańskiej”, „Przegląd Orientalistyczny”, 3-4 / 2012 (s. 180-198)
- „Narodziny współczesnej dramaturgii koreańskiej”, „Przegląd Orientalistyczny”, 3-4 / 2013 (s. 195-214)
- „Pierwsze aktorki na scenie współczesnego teatru koreańskiego” [w]: Inishie manabi, atarashiki manabi / Literatura, język i kultura Japonii – Studia japonistyczne, red. R. Huszcza, Wydawnictwo Uniwersytetu Jagiellońskiego, Kraków 2013 (s. 67-96)
- Teatr uwikłany – koreańska sztuka teatralna i dramatyczna w latach 1900-1950, Wydawnictwa Uniwersytetu Warszawskiego, Warszawa 2013 (454 strony)
- „Shimpa versus shinp’a: the Influence of Japanese „New School” Theatre on the Development of Modern Korean Theatre”, „Analecta Nipponica. Journal of Polish Association for Japanese Studies”, 5/2015 (s. 57-74)
- „Pamięć i tożsamość w Kronice z roku czarnego smoka (Imjillok)” [w]: Orient i literatura. Między tradycją a nowoczesnością, Wydawnictwo Naukowe Uniwersytetu Mikołaja Kopernika, Toruń 2015 (s. 51-74)
- From village comedian to celebrity: metamorphosis of the Korean actor in the years of Japanese occupation (1910–1945) [w]: East Asian theatres: traditions – inspirations – European/Polish contexts,  M. Gawarski, B. Kubiak Ho-Chi, E. Rynarzewska (ed.), „World Art Studies”, Polish Institute of World Art Studies & Tako Publishing House, Warsaw-Toruń, Vol. XVII, December 2017 (ISSN 2543-4624) (s. 51-62)
- Tożsamość niedoskonałości: koreańska koncepcja piękna mŏt [w]: Meandry Koreanistyki,  red. P. Kida, G. Strnad, Zakład Filologii Koreańskiej, Poznań 2018 (ISBN: 978-83-944776-8-4) (s. 79-99)
- Tożsamość zrewidowana – feminizm prozy Pak Wan-sŏ [w]: Koreańskie światy kobiet – między dziedzictwem konfucjanizmu a wyzwaniami współczesności, (red.) Romuald Huszcza, Justyna Najbar-Miller, Anna Wojakowska-Kurowska, Wydawnictwa Uniwersytetu Warszawskiego, Warszawa 2019 (s. 223-265)
- Yi Sang – mistrz autofikcji [w]: Yi Sang, Kości dziecka, przeł. Ewa Rynarzewska, Państwowy Instytut Wydawniczy, Warszawa 2019 (s. 119-139)
- Artystyczne założenia tradycyjnego teatru koreańskiego p’ansori w ujęciu Sin Chae-hyo (1812–1884), „Przegląd Orientalistyczny”, 3-4 / 2019 (s.275-292)

Przekłady literackie
- Lee     Kang-baek: Ślub, Troje, Pięcioro, „Dialog”, nr 1/1997      (s. 80-106)
- Lee Kang-baek. Dramaty, Oficyna     Literatów i Dziennikarzy POD WIATR, Warszawa 1998 (144 stron)
- Ch’oe     In-hun, Gdy przyjdzie wiosna w góry,     na pola (Pom-i omyǒn san-e tǔr-e),     „Dialog”, nr 8-9/2002 (s. 68-85)
- O T’ae-sǒk, Rower, „Dialog”, nr 8-9/2002 (s. 86-99)
- O T’ae-sǒk. Dramaty. Teatr O T’ae-sǒka,     Oficyna Literatów i Dziennikarzy POD WIATR, Warszawa 2004 (350 stron)
- Jo     Kyung-ran, Smak języka,     Wydawnictwo Łyński Kamień, Warszawa 2009 (250 stron)
- Yi Sang, Kości dziecka (Tonghae), (zbiór opowiadań), Państwowy Instytut Wydawniczy, Warszawa 2019 (140 stron)
- Shin Kyung-sook, Dworska tancerka (kor. Ri Jin), Wydawnictwo Kwiaty Orientu, Skarżysko-Kamienna 2020 (532 stron)